# هيلين بيج كامب
هيلين بيج كامب (بالإنجليزية: Helen Page Camp)‏ (27 ديسمبر 1930 - 1 أغسطس 1991)، هي ممثلة أمريكية، ولدت في 27 ديسمبر 1930 في واشنطن في الولايات المتحدة، وتوفيت في 1 أغسطس 1991 في لوس أنجلوس في الولايات المتحدة بسبب مرض.

## وصلات خارجية
- هيلين بيج كامب على موقع IMDb (الإنجليزية)
- هيلين بيج كامب على موقع ألو سيني (الفرنسية)
- هيلين بيج كامب على موقع أول موفي (الإنجليزية)
- هيلين بيج كامب على موقع قاعدة بيانات الأفلام السويدية (السويدية)
- هيلين بيج كامب على موقع قاعدة بيانات الأفلام السويدية (السويدية)
- هيلين بيج كامب على موقع قاعدة بيانات الفيلم (الإنجليزية)
- هيلين بيج كامب على موقع كينوبويسك (الروسية)